# Campionato del mondo sportprototipi 1976
Il Campionato mondiale marche 1976 (en. World Championship for Makes 1976), è stata la 5ª edizione del Campionato del mondo sportprototipi.

## Risultati
| Nº | Data        | Gara                    | Costruttore vincitore | Piloti vincitori                | Resoconto |
| -- | ----------- | ----------------------- | --------------------- | ------------------------------- | --------- |
| 1  | 21 marzo    | 6 Ore del Mugello       | Porsche               | Jochen Mass Jacky Ickx          | Resoconto |
| 2  | 4 aprile    | 6 Ore di Vallelunga     | Porsche               | Jochen Mass Jacky Ickx          | Resoconto |
| 3  | 9 maggio    | 6 Ore di Silverstone    | BMW                   | John Fitzpatrick Tom Walkinshaw | Resoconto |
| 4  | 30 maggio   | 1000 km del Nürburgring | BMW                   | Albrecht Krebs Dieter Quester   | Resoconto |
| 5  | 27 giugno   | 6 Ore di Zeltweg        | BMW                   | Dieter Quester Gunnar Nilsson   | Resoconto |
| 6  | 10 luglio   | 6 Ore di Watkins Glen   | Porsche               | Rolf Stommelen Manfred Schurti  | Resoconto |
| 7  | 4 settembre | 6 Ore di Digione        | Porsche               | Jochen Mass Jacky Ickx          | Resoconto |

## Classifica
Note I punti evidenziati in corsivo sono quelli scartati dal conteggio finale come da regolamento.
| Pos | Costruttore | 1  | 2  | 3  | 4  | 5  | 6  | 7  | Totale |
| --- | ----------- | -- | -- | -- | -- | -- | -- | -- | ------ |
| 1   | Porsche     | 20 | 20 | 15 | 15 | 12 | 20 | 20 | 95     |
| 2   | BMW         | 3  | 15 | 20 | 20 | 20 | 10 | 6  | 85     |
| 3   | Ford        | 2  |    | 6  |    |    |    |    | 8      |
| 4   | De Tomaso   |    | 2  |    |    | 3  |    |    | 5      |
| 5   | Lancia      |    | 3  |    |    |    |    |    | 3      |
| 5   | MG          |    |    | 3  |    |    |    |    | 3      |